# Mama Said (песня)
«Mama Said» — песня группы Metallica из шестого альбома группы, Load. Слова были написаны Джеймсом Хэтфилдом. Слова песни написаны от лица мальчика, который пытается найти свой жизненный путь сам, без помощи своей мамы. В песне отражаются трудные отношения Хэтфилда с его матерью, которая умерла от рака. На концертах Хэтфилд исполняет песню на акустической гитаре без сопровождения ударных или бас-гитары.

## Список композиций
International Single Part 1
1. «Mama Said» — 5:19
2. «King Nothing (Live)» — 6:50
3. «Whiplash (Live)» — 4:52
4. «Mama Said (Edit)» — 4:34

International Single Part 2
1. «Mama Said» — 5:19
2. «So What (Live)» — 3:00
3. «Creeping Death (Live)» — 7:15
4. «Mama Said (Early Demo Version)» — 6:52

International 7"-Inch Vinyl Single
1. «Mama Said» — 5:19
2. «Ain’t My Bitch (Live)» — 5:59

Japanese EP
1. «Mama Said (Edit)» — 4:42
2. «So What (Live)» — 2:58
3. «Creeping Death (Live)» — 7:14
4. «King Nothing (Live)» — 6:51
5. «Whiplash (Live)» — 6:01
6. «Mama Said (Early Demo Version)» — 6:53

## Позиции в чартах
| Чарт (1996)                         | Высшая позиция |
| ----------------------------------- | -------------- |
| Австралия (ARIA)                    | 25             |
| Великобритания (OCC)                | 19             |
| Нидерланды (MegaCharts)             | 58             |
| Норвегия (VG-lista)                 | 13             |
| Финляндия (Suomen virallinen lista) | 4              |
| Швеция (Schweizer Hitparade)        | 24             |

## Участники записи
- Джеймс Хэтфилд — гитара, вокал
- Ларс Ульрих — ударные
- Кирк Хэмметт — гитара
- Джейсон Ньюстед — бас-гитара